# Stazione di Crocetta d'Orero
La stazione di Crocetta d'Orero è una stazione ferroviaria della ferrovia Genova-Casella, gestita dall'Azienda Mobilità e Trasporti di Genova (AMT). Si trova nel territorio comunale di Serra Riccò, nella città metropolitana di Genova.

L'abitato di Crocetta d'Orero con al centro la stazione prima della ristrutturazione degli anni 2020

La stazione, precedentemente inutilizzata, è stata riattivata il 29 marzo 2021. Presso la stazione dal marzo 2022 è ospitato il Museo della Ferrovia.

## Strutture e impianti

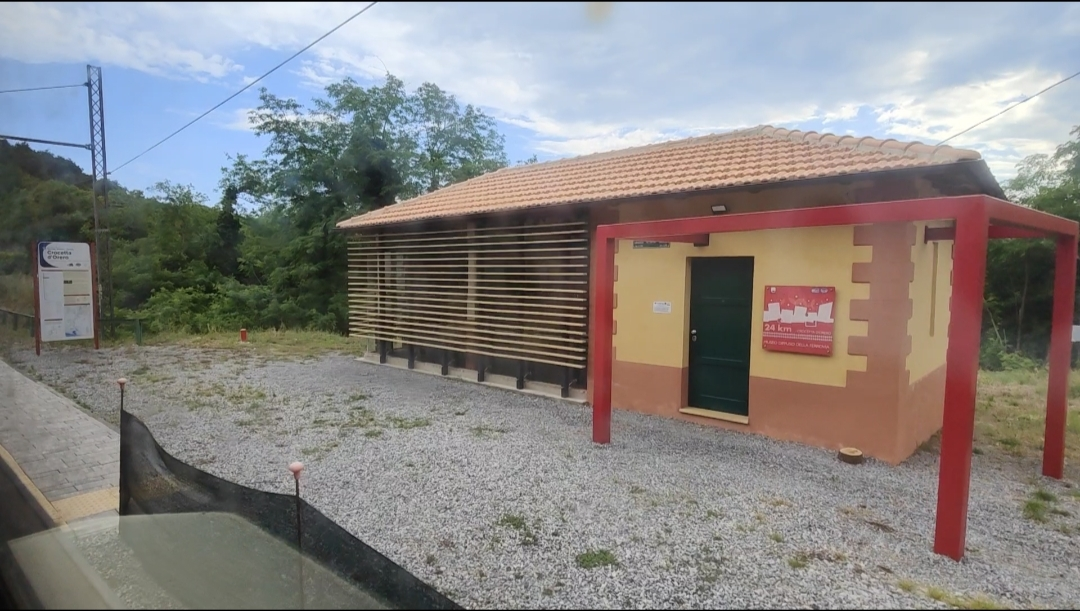
La stazione e il Museo della ferrovia Genova Casella

La stazione è a binario singolo.

### Museo diffuso 24 km

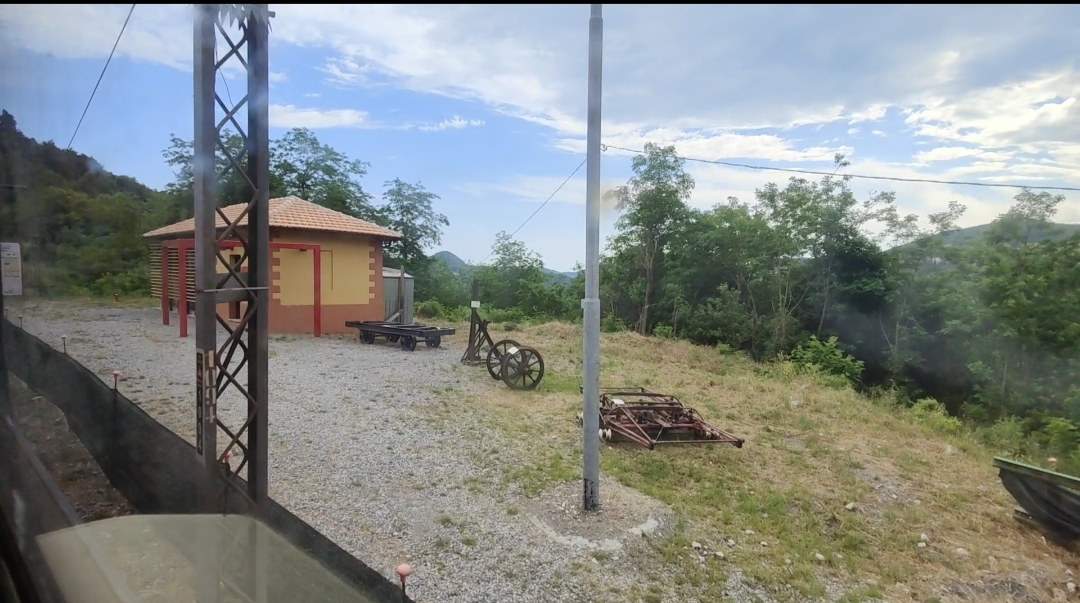
Una sala montata e un pantografo accanto al museo della Ferrovia Genova-Casella.

Da settembre 2021 è stato allestito permanentemente un museo ferroviario, poi arricchito dal giugno 2023. Si tratta di un museo diffuso, poiché parte della collezione è situato lungo i 24 km della linea; la sede museale di Crocetta d'Orero ne contiene tuttavia la maggior parte. In particolare, sono qui esposti all'aperto un palo della vecchia linea aerea, un pantografo e un carro merci F23 risalente agli anni 1934-1944. 
Il museo diffuso è stato realizzato con il contributo della Regione Liguria, del progetto treno FESR e del comune di Serra Riccò.

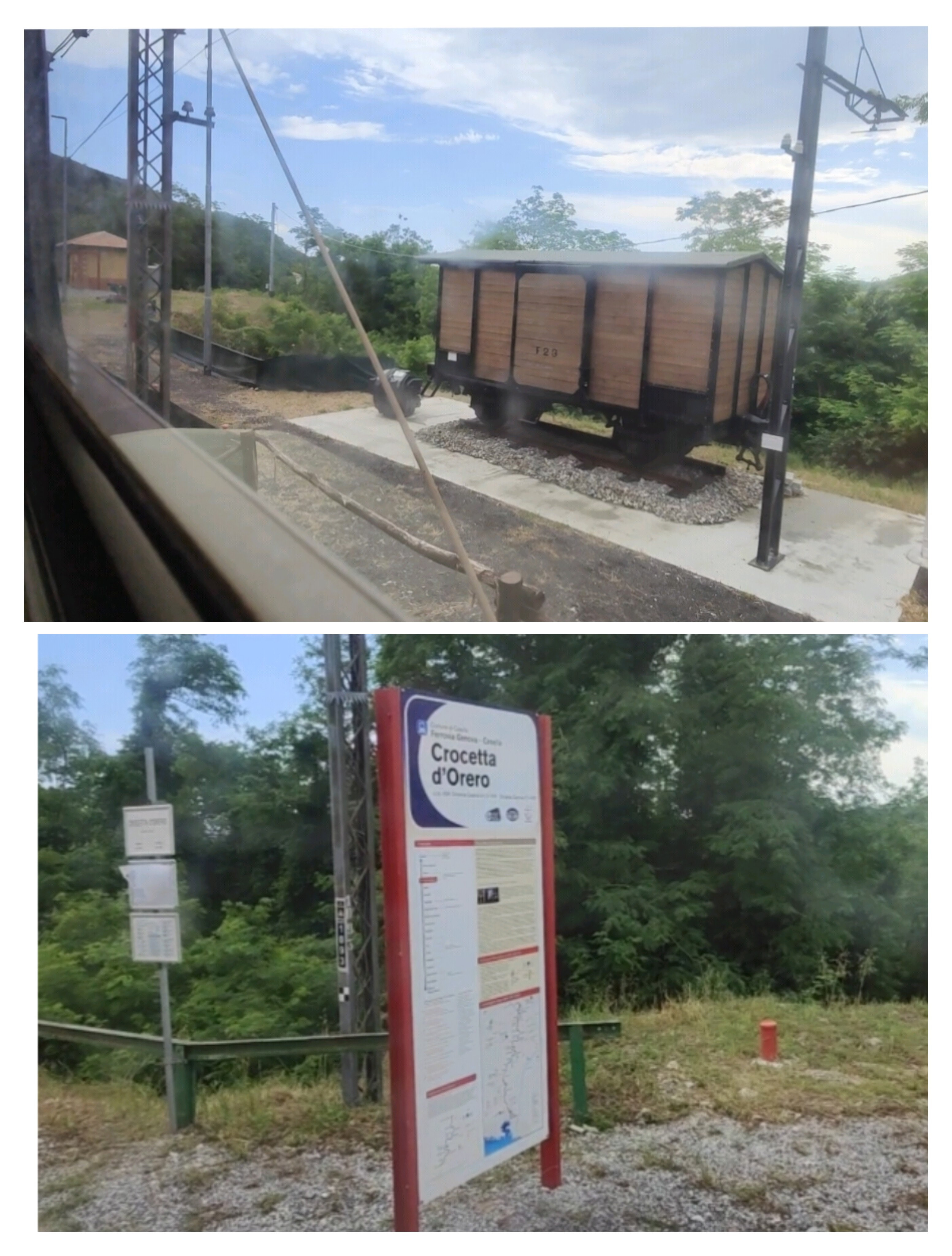
In esposizione uno storico carro merci tipo F23 risalente agli anni 1934-1944 e un palo della vecchia linea aerea con isolatori di porcellana. Foto sotto: cartello esplicativo presso la stazione

## Movimento
La stazione è servita da tutti i treni regionali che percorrono la linea Genova-Casella. Come tutte le fermate intermedie della linea, si tratta di una fermata a richiesta.